# Фантала (циклон)
Циклон «Фантала» (англ. Cyclone Fantala) — найінтенсивніший тропічний циклон, зареєстрованим у південно-західній частині Індійського океану, а також найсильнішу за всю історію спостережень у південно-західній частині Індійського океану за максимальної тривалої швидкості вітру.
Перебуваючи на піку інтенсивності, Фантала пройшла поблизу групи Фаркухар на Сейшельських островах, пошкодивши більшість будівель на невеликому архіпелазі. Пізніше 18 квітня Фантала послабшав до інтенсивного тропічного циклону та сповільнив свій рух вперед, зрештою змінивши напрямок руху. Після коливань сили дезорганізована система знову змінила напрямок, максимально наблизившись до Мадагаскару. 24 квітня Фантала перетворилася на залишковий мінімум, і залишки продовжили рух до Танзанії. Там сильна злива призвела до повені, яка змила дороги та будинки, в результаті чого загинули 13 людей. Дощі поширилися далі на Кенію з подібними наслідками.

## Метеорологічна історія

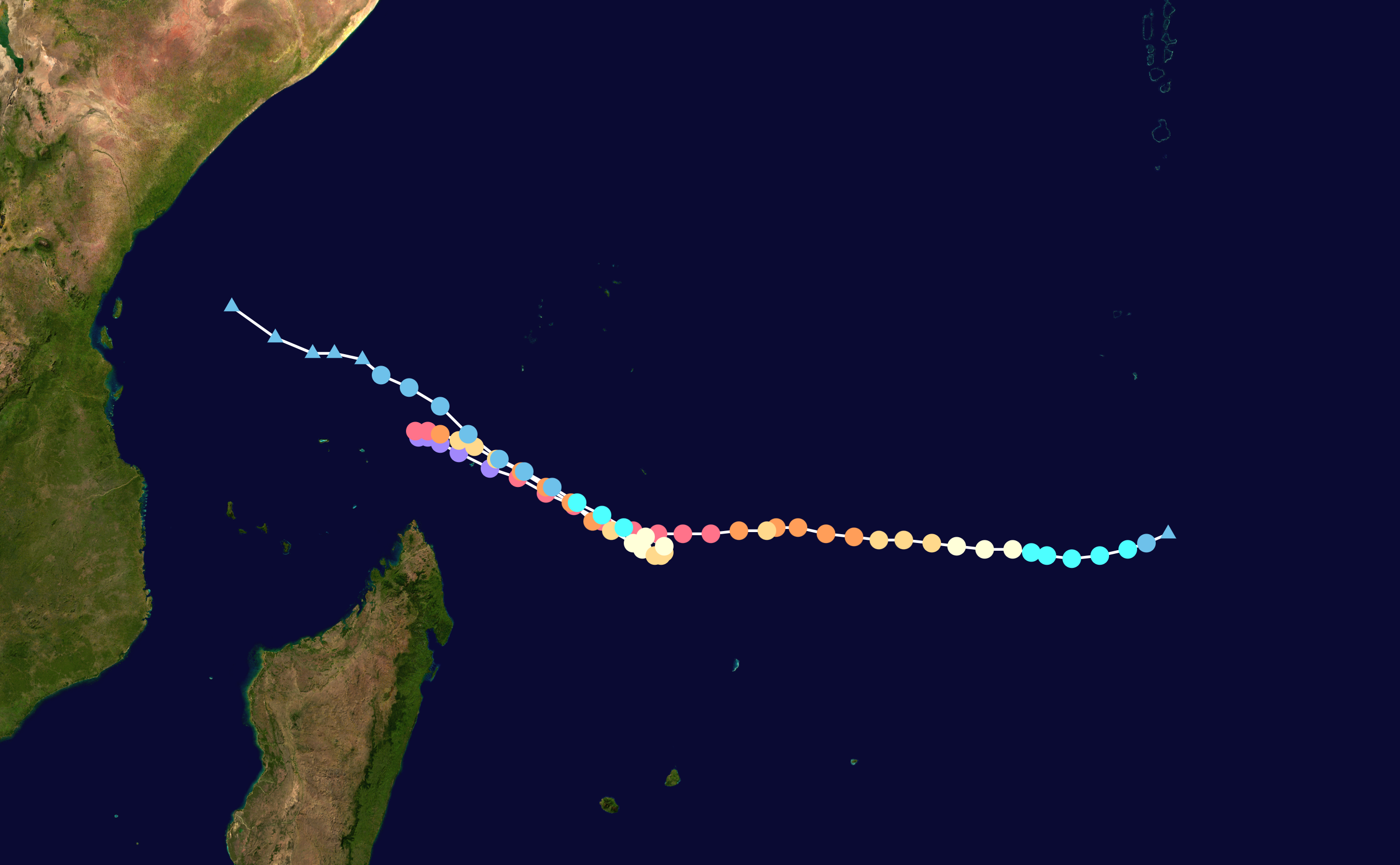
Карта шляху і інтенсивності Циклону Фантала

9 квітня на південний-схід від Дієго-Гарсіа зберігалася зона низького тиску. Система рухалася в основному на захід, керована хребтом, і циркуляція низького рівня поступово ставала більш чіткою. Фактори, що обмежували прискорення розвитку, включали слабкий приплив і помірний зсув вітру, хоча пов’язана з цим конвекція стала більш організованою. О 06:00  UTC 11 квітня Регіональний спеціалізований метеорологічний центр Метео-Франс в Ла-Реюньйоні класифікував систему як тропічне збурення 8 приблизно за 600 км (375 миль) на південь від Дієго-Гарсія. Через шість годин агентство оновило систему до тропічної депресії. О 13:00 за UTC 11 квітня американський Об’єднаний центр попередження про тайфуни (JTWC) опублікував попередження про утворення тропічного циклону, зазначивши посилену організацію конвекції, циркуляції та відтоку. Пізніше того ж дня MFR кваліфікував депресію як помірний тропічний шторм Фантала, а JTWC класифікував її як тропічний циклон 19S. На той час конвекція швидко консолідувалася навколо центру, організовуючи круглу центральну щільну хмару.
12 квітня раніше згубний зсув вітру почав слабшати, що дозволило структурі стати більш симетричною. Того дня в центрі Фантали почала розвиватися окр, що свідчить про зміцнення. 12 квітня о 12:00 UTC MFR підвищив статус Фантали до сильного тропічного шторму, а через шість годин JTWC підвищив статус мінімального урагану з 1-хвилинним максимальним стійким вітром 120. км/год (75 миль/год); швидкому посиленню запобігло захоплення сусіднього сухого повітря, хоча ядро конвекції продовжувало стискатися. О 06:00 UTC 13 квітня MFR підвищив статус Фантали до тропічного циклону з 10-хвилинним вітром 130 км/год (80 миль/год). До того часу око зберігалось, що складалася з теплої області в межах найглибшої конвекції, хоча сухе повітря в регіоні перешкоджало швидшому посиленню.
Рано 14 квітня око стало чіткішим після циклу заміни очної стінки. Інтенсивність коливалася після того, як відтік зменшився на північ, хоча дедалі тепліші води сприяли подальшій інтенсифікації. Вранці 15 квітня MFR підвищив клас Фантали до інтенсивного тропічного циклону, оскільки шторм швидко посилювався. Після досягнення початкового піку інтенсивності з 10-хвилинним постійним вітром 205 км/год (125 миль/год) о 12:00 UTC того дня інтенсивність Фантали вирівнялася протягом наступних 48 годин, причому його 10-хвилинний постійний вітер коливався між 195 км /год (120 миль/год) і 215 км/год (130 миль/год).

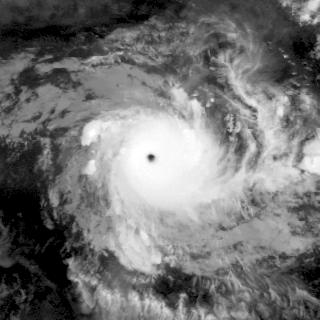
Фантала на північ від Мадагаскару, наближаючись до піку інтенсивності 17 квітня

16 квітня Фантала повернув на північний-захід у бік південних островів Сейшельських островів, керований зміцнюючим хребтом поблизу Мадагаскару. Посилення відновилося о 12:00 UTC наступного дня, при цьому JTWC оцінив 1-хвилинний стійкий вітер 270 км/год (165 миль/год), що класифікувало Фанталу як тропічний циклон 5 категорії за шкалою Саффіра- Сімпсона. Близько 15:00 UTC циклон переміщався через групу Фаркухар на Сейшельських островах, і його очна стінка переміщувалася над кількома невеликими островами. О 18:00 UTC 17 квітня MFR підвищив силу Фантали до дуже інтенсивного тропічного циклону; на основі Т-числа ДворакаТ7.5, отримана супутником оцінка вітру була 10-хвилинним стійким вітром 250 км/год (155 миль/год) разом із розрахунковим барометричним тиском 910 мбар (гПа; 26,87 дюйма рт.ст.). Однак у найкращому варіанті для Фантали MFR дійшов висновку, що Фантала також була дуже інтенсивним тропічним циклоном 6 годин тому, з 10-хвилинним постійним вітром 220 км/год (140 миль/год), і що шторм пік інтенсивності та мінімальний центральний тиск 910 мбар (гПа; 26,87 дюйма рт. ст.) відбулися через 18 годин після цього часу, о 06:00 UTC 18 квітня. JTWC також оцінив максимальну 1-хвилинну стійку швидкість вітру 285 км/год (180 миль/год).
Зберігаючи максимальну інтенсивність, просування Фантали сповільнилося, оскільки хребет на південь над Мадагаскаром ослаб. Циклон повернув назад на південний схід через вплив хребта на північний схід, і шторм повернув свій попередній шлях. Більш прохолодні води вздовж її шляху — результат апвелінгу — а також ще один цикл заміни очної стінки спричинили ослаблення Фантали до інтенсивного тропічного циклону до 19 квітня. Фантала підтримувала принаймні еквівалентну інтенсивність 4 категорії протягом приблизно 90 годин, і з цих 90 годин Фантала провела близько 30 годин як у статусі дуже інтенсивного тропічного циклону, так і в інтенсивності, еквівалентній 5 категорії. Того дня  шторм ще більше ослаб до статусу тропічного циклону. Око відновилося 20 квітня з вираженим відтоком, що сприяв повторній інтенсифікації, хоча посилення зсуву знову призвело до ослаблення 21 квітня. Того дня MFR знизило категорію Фантали до сильного тропічного шторму. Структура знову покращилася 22 квітня, коли система зупинилася через хребет на півдні. О 00:00 UTC того дня MFR підвищив статус Фантали до інтенсивного тропічного циклону, коли око знову стало більш вираженим,  лише щоб знизити його статус до тропічного циклону. Над центром зберігалася невелика область конвекції, хоча сухе повітря в регіоні продовжувало послаблювати грози.
23 квітня MFR знову знизив клас Фантали до сильного тропічного шторму, коли шторм почав дрейфувати на північний-захід. Посилення зсуву вітру ще більше послабило Фанталу до помірного тропічного шторму того дня і 24 квітня як JTWC, так і MFR опублікували свої остаточні поради; останнє агентство спочатку знизило його статус до тропічної депресії. На той час циркуляція була відкрита від конвекції, оскільки Фантала рухалася над охолодженими водами, де вона проходила кілька днів тому. Циркуляція продовжувала рухатись  на північний-захід, іноді траплялися спалахи конвекції. До 27 квітня циркуляції більше не було, оскільки конвективні залишки Фантали наблизилися до берегової лінії Танзанії.

## Підготовка та наслідки

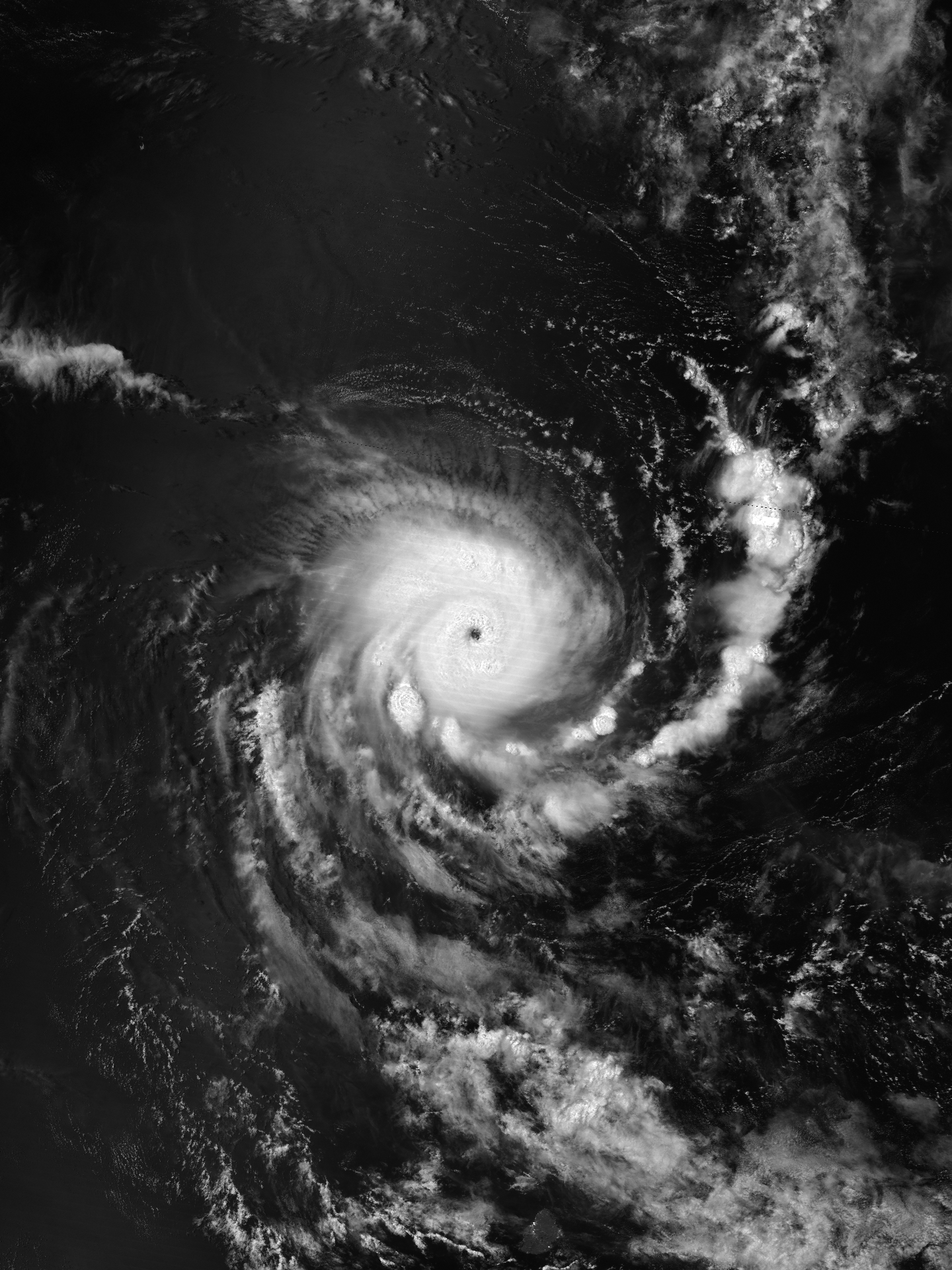
Фантала близько до свого другого піку інтенсивності ввечері 21 квітня

Циклон Фантала вперше загрожував Агалегі, частині Зовнішніх островів Маврикія. Урядові чиновники змусили всіх 72 жителів Південного острова евакуюватися на Північний острів, а рибалкам наполегливо порадили уникати плавання.
Фантала був першим тропічним циклоном, який загрожував Групі Фаркухар після циклону Бондо в 2006 році. Більшість із 34 жителів атолу Фаркухар евакуювалися перед штормом, а ті, що залишилися, не постраждали. Пересуваючись Сейшельськими островами поблизу піку інтенсивності, Фантала оцінив 10-хвилинний постійний вітер у 250 км/год (155 миль/год), а через кілька днів він знову рухався через регіон із 10-хвилинним постійним вітром, оціненим у 130 км/год. год (80 миль/год). На основі супутникових знімків було підраховано, що з 50 структур на атолі Фаркухар19 було знищено і 27 зазнали серйозних пошкоджень. Лише чотири будівлі, які після Бондо були сконструйовані таким чином, щоб бути стійкими до циклону, витримали орієнтовні пориви 350 км/год (220 миль/год), навіть тоді зазнавши помірних пошкоджень. Крім того, багато дерев на острові було повалено. Через тривале проходження шторму через групу островів 20 квітня уряд Сейшельських островів оголосив острови Фаркухар зоною лиха. Під час візиту на Сейшельські острови Генеральний секретар ООН Пан Гімун заявив, що країна стала «дуже вразливою до штормових хвиль, про що нам нагадують нещодавні руйнівні наслідки циклону «Фантала». Світовий банк дослідницька група оцінила збитки на 4,5 мільйона доларів. Очікувалося, що будинок на острові не буде відновлений до березня 2017 року, приблизно через 11 місяців після шторму. У квітні 2017 року розвиток двох нових островів у лагуні Фаркухар було приписано циклону.
Залишки Фантали викликали попередження від метеорологічного агентства Танзанії після того, як шторм викликав сильні опади. У регіоні Кіліманджаро дощі спричинили повінь, яка покрила дороги та увійшла в будинки, загинуло восьмеро. Чиновники вимагали гелікоптерів із сусіднього національного парку Кіліманджаро щоб врятувати жителів. П'ятеро людей загинули в регіоні Морогоро країни, усі потонули в повенях. Розлив річки Умба ізолював кілька сіл. В області 13 933 людини залишилися без даху над головою після того, як змило 315 будинків. Повінь також змила 12 073 га (29 830 акрів) посівних полів, що змусило чиновників закупити та роздати постраждалим жителям кукурудзу, боби та рослинну олію. Шторм також спрямував шлейф вологи на північ до Кенії , де кількість опадів під впливом шторму досягла 133 мм (5,2 дюйма) в Квале лише за чотири години. Це призвело до повені в прибережних частинах Кенії, яка зруйнувала кілька будинків. Близько 10 000 га (25 000 акрів) полів були затоплені. Порт і кілька доріг були закриті в місті Момбаса, другому за величиною місті Кенії.

## Рекорд
Оцінка MFR щодо максимального 10-хвилинного стійкого вітру 250 км/год (155 миль/год) зробила Фанталу найсильнішим тропічним циклоном за всю історію спостережень у південно-західній частині Індійського океану. Згідно з оцінками JTWC, Фантала досяг максимального 1-хвилинного стійкого вітру 285 км/год (180 миль/год), перевершивши циклон Агніелла з листопада 1995 року як найсильніший циклон в історії в південно-західній частині Індійського океану. Надійні супутникові оцінки інтенсивності датуються 1990 роком. Шторм був викликаний потужною подією Ель-Ніньйо 2014–2016 років, яка також сприяла рекордній інтенсивності урагану Патрісія в північно-східній частині Тихого океану, а також Циклон Пем і Циклон Вінстон у південній частині Тихого океану.